# Nora Ephron
Nora Ephron (19 tháng 5 năm 1941 – 26 tháng 6 năm 2012) là một nhà làm phim, đạo diễn, nhà sản xuất, kịch, tiểu thuyết gia, nhà viết kịch, nhà báo, tác giả, và blogger người Mỹ. Bà được biết đến với các phim hài lãng mạn của mình và là một người được đề cử ba lần giải Oscar cho kịch bản gốc xuất sắc nhất cho ba bộ phim: Silkwood, When Harry Met Sally... và Sleepless in Seattle.. Cô giành được một giải BAFTA cho kịch bản gốc xuất sắc nhất cho When Harry Met Sally..... Đôi khi cô đã viết với em gái của bà Delia Ephron. Bộ phim mới nhất của bà là Julie & Julia.. Bà cũng là đồng tác giả của ấn phẩm đoạt giải thưởng sân khấu giải Drama Desk đoạt giải thưởng sân khấu sản xuất Love, Loss, and What I Wore..

## Tiểu sử
Ephron sinh ngày 19 tháng 5 năm 1941, tại quận Manhattan của thành phố New York. Cô là con gái của Phoebe (nhũ danh Wolkind) và Henry Ephron. Bố mẹ bà đều là nhà biên kịch, sinh ra và lớn lên trên Bờ Đông Hoa Kỳ. Ephron là con cả của bốn người con gái trong một Do Thái. Khi cô được bốn tuổi, gia đình chuyển đến Beverly Hills, California. Bà đã ở đó cho đến khi bà tốt nghiệp Trường trung học Beverly Hills và quay lại phía Đông và học Wellesley College ở Wellesley, Massachusetts.